# Гюнешли (квартал в Багджълар)
„Гюнешли“ (на турски: Güneşli) е квартал на Истанбул, разположен в околия Багджълар. Общата му площ е 1,2 км2. Според данни на Адресната система за регистриране на населението (ABPRS) към 2023 г. населението на „Гюнешли“ е 45 518 жители.